# Островная (деревня)
Островна́я — деревня в Тюкалинском районе Омской области. Входит в состав Хуторского сельского поселения.

## История
Основана в 1726 году. В 1928 году деревня состояла из 196 хозяйств, основное население — русские. В административном отношении являлась центром Островного сельсовета Тюкалинского района Омского округа Сибирского края.

## Население
| 1926 | 2010 |
| ---- | ---- |
| 911  | ↘155 |

## Улицы
В селе имеются две улицы: Береговая и Новая.